# The Deer King - Il re dei cervi
The Deer King - Il re dei cervi (鹿の王 ユナと約束の旅?, Shika no ō: Yuna to yakusoku no tabi) è un film d'animazione giapponese del 2021 diretto da Masashi Andō e Masayuki Miyaji. Si basa sui due romanzi fantasy di Nahoko Uehashi pubblicati nel 2014.

## Trama
Van, un tempo capo dei Dokkaku, il più potente gruppo di guerrieri, fu sconfitto dal potente Impero Tuol e tenuto prigioniero come schiavo in una miniera di sale. Un giorno, un branco di strani cani da montagna attacca una miniera di sale, causando una misteriosa malattia. Tra le persone che vengono spazzate via, Van sopravvive mentre viene morso da un cane da montagna, e Yuna, una giovane ragazza.
Un branco di cani da montagna aveva un virus della febbre del lupo nero (Mitzal) nei loro corpi. La persona che scoprì il segreto e fece attaccare la miniera di sale fu il re di Aqafa, uno stato vassallo dell'Impero Tuol. Il re Akafa, che odia Tsuol, mirava a indebolire l'impero con la Febbre del Lupo Nero (Mitzal) e ripristinare il potere della nazione Akafa. Hossal, un medico dell'Impero Tuol, dedusse che Van aveva anticorpi contro la febbre del lupo nero (Mitzal) nel suo corpo dopo essere fuggito dalla miniera di sale. Hossal inizia un inseguimento per fare una medicina con il sangue di Van.
Un branco di cani da montagna con la febbre del lupo nero (Mitzal) era controllato da Kenoi, alias il "Re dei cani". Il vecchio Kenoy usò un cane da montagna per rapire Yuna al fine di rendere Van il "Re dei Cani". Van segue Yuna fino alla Città del Cavallo di Fuoco. Mentre vivevano in clandestinità insieme, Van pensava a Yuna come a sua figlia.
Nella Terra del Cavallo di Fuoco, i resti di Akafa erano in agguato, incluso il guerriero Orfano, che un tempo fu sconfitto dall'Impero Tuol. L'orfano progetta di ribellarsi all'imperatore Tsuol con un branco di cani da montagna. Anche il medico Hossal entrò nella Township del Cavallo di Fuoco e riuscì a fare un siero dal sangue di Van.
Van si rifiuta di ereditare il "Re dei cani". Tuttavia, la capacità di ereditare il trono risiedeva anche in Yuna. In uno stato di incoscienza, Yuna guida un branco di cani da montagna e si avvicina all'imperatore Tsuoru. Il furgone ferma Yuna all'ultimo minuto. Dopo aver disipnotizzato Yuna, Van scomparve da solo con un branco di cani da montagna. Per salvare Yuna e lasciarla vivere pacificamente in un villaggio isolato, Van ha osato scegliere la strada per diventare il "Re dei cani".
Il medico Hossal ha capito perché la gente di Akafa è stata protetta dalla febbre del lupo nero (Mitzal). Re Akafa rinunciò alla sua ribellione e la pace tornò nel villaggio. Alla fine, Yuna, che è cresciuta, vede il "Re dei cervi" che guida un branco di cani da montagna in montagna.

## Produzione
Un adattamento animato basato sulla serie di romanzi fantasy di Nahoko Uehashi, Shika no Ō, è stata rivelato ad aprile 2019. Il primo trailer è uscito a luglio 2021.

## Distribuzione
Il film è stato proiettato in anteprima al Festival internazionale del film d'animazione di Annecy il 14 giugno 2021. L'uscita in Giappone nelle sale cinematografiche era prevista per il 18 settembre 2020, ma a causa della pandemia di COVID-19 è stata posticipata prima al 10 settembre 2021 e poi al 4 febbraio 2022.
In Italia il film è stato presentato in anteprima al Cartoons on the Bay il 4 giugno 2022. È uscito nelle sale cinematografiche come evento speciale i giorni 27, 28 e 29 giugno 2022.